# Gemekan
Gemekan is een bestuurslaag in het regentschap Mojokerto van de provincie Oost-Java, Indonesië. Gemekan telt 4295 inwoners (volkstelling 2010).